# Teodósio I de Alexandria
Papa Teodósio I de Alexandria (m. 5 de junho de 567) foi o último Patriarca de Alexandria reconhecido tanto pela Igreja Ortodoxa Copta de Alexandria quanto pela Igreja Ortodoxa Grega de Alexandria.

## Cisma
Após a morte de Timóteo III (IV), Teodósio foi consagrado Patriarca de Alexandria e reconhecido tanto na cidade quanto na capital imperial, Constantinopla. Porém, logo no início de seu reinado, uma controvérsia com um certo Acácio levou à sua expulsão. Tudo isso com o apoio velado do imperador Justiniano I, que tinha sido excomungado por Timóteo por sua crença calcedoniana.
Depois de dois anos exilado, um pedido para a volta de Teodósio chegou aos ouvidos do imperador (e da imperatriz Teodora). Ela enviou uma carta à Igreja de Alexandria questionando a legitimidade do pedido de Teodósio, à qual se seguiu um concílio que acabou por decidir que Acácio era uma fraude e que Teodósio fora eleito legitimamente. Porém, o imperador, contra a fé miafisista (não calcedônia) do Patriarca, tentou fazê-lo concordar com o credo calcedônio sob pena de ser novamente deposto. O Patriarca manteve a sua crença e fugiu de Alexandria para o Alto Egito, onde já estava exilado o também miafisista Severo de Antioquia.
Posteriormente, o imperador chamou o Patriarca à Constantinopla para tentar convencê-lo. Ao ver que seria impossível, ele o exilou de vez e elegeu Gainas como novo Patriarca de Alexandria. Outras fontes falam que foi Paulo I quem ficou apenas um ano, o que é improvável.
Teodósio passou os últimos 28 anos de sua vida exilado no Alto Egito e, após a sua morte, a Igreja Copta elegeu Pedro IV como seu sucessor.
Como os coptas continuaram a reconhecer Timóteo, a linhagem dos "gregos" (chamados melquitas e cujo líder é o Patriarca de Alexandria) e "coptas" 
(cujo líder é o Papa de Alexandria) se separou, algo que continua até os dias de hoje.